# 大城堡
大城堡位於马来西亚吉隆坡南部，鄰近吉隆坡與雪蘭莪的邊界，被武吉加里爾、新街場、華聯花園、舊古仔、快樂花園等社區所圍繞，是一個以華人為主的社區。因鄰近吉隆坡体育城的所在地——武吉加里尔，大城堡在進入90年代後，開始進入快速發展的階段，區內建築及人口眾多。

## 歷史

大城堡站站台

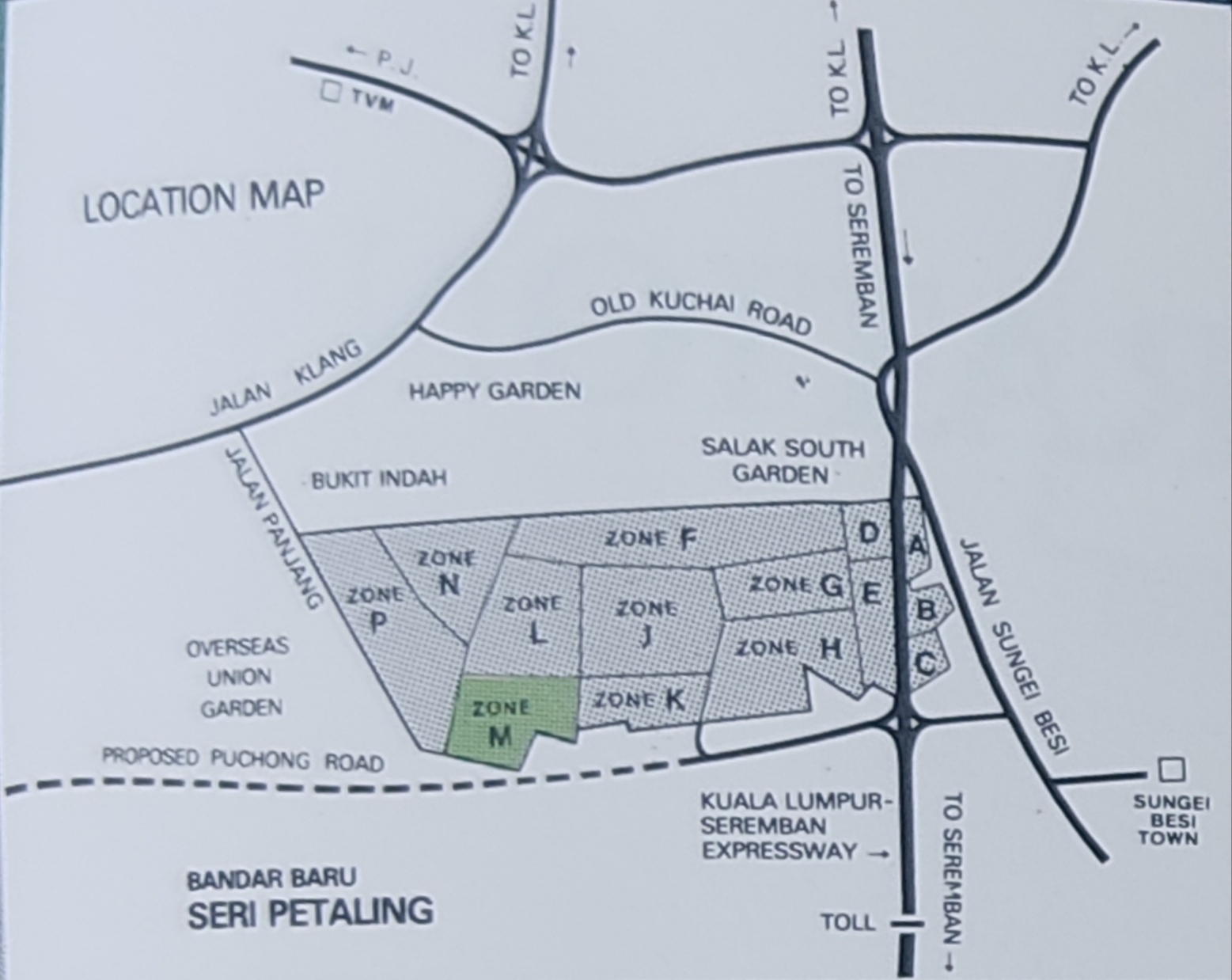
大城堡地图

大城堡中文名源自當地住宅區「大城堡花園」（Taman Castlefield），现坐落于隆芙大道以东和新街场大道以西。大城堡和武吉加里尔等吉隆坡以南的区域原本是橡膠園。当时因该地距離吉隆坡市中心較遠且人口稀少的緣故，曾被作為垃圾掩埋場。在1980年代初期，因鄰近的新街場、華聯花園、舊古仔等社區發展逐漸飽和，當地建商八打靈花園有限公司（Petaling Gardens Bhd.）開始著手發展隆芙大道以西的區域，興建商業區、公寓、排屋等建築，並命名為「大城堡新鎮」（Bandar Baru Sri Petaling）。
值得注意的是，大城堡新鎮馬來文名爲「Bandar Baru Sri Petaling」，直譯為「斯里八打靈新鎮」，但實際上新鎮並不座落在八打靈再也，而是因其發展商名稱「八打灵花園」而得名。新鎮馬來文名之所以不使用「Bandar Baru Castlefield」推測是爲了避免撞名，因爲同一時期吉隆坡附近也有另一產業發展項目，其發展商名稱正是「Castlefield Development Sdn. Bhd.」（卡士特菲發展私人有限公司，CDSB），發展項目位於蒲種的卡士特菲橡膠園坵，面積約1900依格。
隨着马来西亚于1998年承办第十六屆共和聯邦運動會，政府关闭位于当地的垃圾填埋场，以将武吉加里爾打造为體育城，这也帶動了大城堡一帶的發展。自运动会后，当地人口逐步增長，成為吉隆坡南部的主要商業中心及人口聚集之地。大城堡的小區以字母A至P命名，但沒有I區和O區，所以共計14個小區。其中以H區（樱花园，Taman Sri Endah）最爲繁忙，有許多商店和超市，而N區和P區是最新開發的區域，於2002年推介。
在2020年2月27日至3月1日期間，伊斯蘭傳道會（Tablighi Jamaat）在大城堡的清真寺舉辦大型萬人宗教集會，該活動超過16000人次參與，其中有1500人來自於馬來西亞境外，包括了澳洲、新加坡、印尼、泰國、越南、汶萊等國的朝聖者。集會引發COVID-19疫情在馬來西亞的大爆發，造成包括集會者與其密切接觸者在內的逾三千人受感染，亦促使馬來西亞政府採取長達三個月的行動管制令。

## 商業活動

大城堡商业区的环球超市门店

得益於其地理位置，區內的商業活動非常熱絡，主要分佈於大城堡商業區內，聚集了多家餐飲業者、銀行、汽車修理、補教、藥局等行業。甚至在2019年，馬來西亞掀起珍珠奶茶的熱潮時，這裡聚集了13間手搖飲料店，被當地人稱為“奶茶街”。因受到空間有限的因素影響，大城堡商業區經常面對交通阻塞及停車位不足的情況。同時，區內僅剩的空間甚至是公園也不斷被建商開發，導致綠地面積約來越少。同時也因為一些新建的高速公路及公路非常鄰近社區，經常引起受影響的局面不滿。
大城堡主要的商場為恩達廣場（Endah Parade），也称樱花广场。商場的主要租戶原為家乐福量販店，但是在家樂福於2011年撤出馬來西亞市場後，改由永旺集團旗下的進駐。恩达广场除該超市之外，还有两个健身馆、一个大型水疗和美容中心、羽毛球场、室内足球、汽车装修、馬來西亞郵政、马来西亚国家注册局等商業及政府機構進駐。環球百貨（The Store）也在大城堡商業區內設有一家分店。
大城堡巴剎原先位於拉丁登雅路（Jalan Radin Tengah），在2015年12月30日搬遷至拉丁峇古斯路（Jalan Radin Bagus）商業區停車場之底層，為當地民眾主要採購食品的市場。
大城堡每週有兩場流動夜市，分別為星期二位於大城堡商業區拉丁峇古斯8路（Jalan Radin Bagus 8）私人停車場的夜市，及星期五在大城堡邊界舉行的夜市。其中星期二的流動夜市也吉隆坡南部規模最大的夜市之一，有逾千攤販在此營業。

## 教育
因當地華人人口眾多，原本位於十五碑的樂聖華小於2012年搬遷至大城堡，但因大城堡發展蓬勃且人口激增，該校每年學生人數皆爆滿且學位供不應求，許多活動都因為場地問題而需要限制人數。
| 学校编号 | 地区   | 中文名称 | 马來文名称      | 邮政 编码 | 位置 | 津贴 制度 | 学生 数量 | 坐标                                        |
| -------- | ------ | -------- | --------------- | --------- | ---- | --------- | --------- | ------------------------------------------- |
| WBC0126  | 大城堡 | 乐圣华小 | SJK(C) La Salle | 57000     | 市区 | 半津      | 1839      | 3°04′32″N 101°41′18″E / 3.0755°N 101.6882°E |

## 治安
因大城堡一帶交通較為方便，外地人士容易進出社區，容易引起盜竊事件，因此區內大部分的社區在2000年後，陸續在各個出入口設置保安亭，監視出入社區的人士，以提高社區的安全性。

## 交通
大城堡一帶的交通發達，其外圍分佈多條高速公路的交流道與出口，可快速前往馬來半島各個地區。

### 道路
大城堡為吉隆坡南部的交通樞紐，許多高速公路與主要公路在此交匯，可透過不同道路通往其他地區，行經與此的道路分別有莎亚南大道（KESAS）、隆芙大道（KLS）、新街場大道（BESRAYA）、新班底大道（NPE）、隆布大道（MEX）、吉隆坡第二中環公路（MRR2）等，在交通順暢的情況下，前往吉隆坡市中心、八打靈再也、梳邦再也、白沙羅和蒲種大約需15至20分鐘的車程，往巴生谷西部地區如莎阿南和巴生則需半小時車程。

### 鐵路
服務大城堡一帶的鐵路交通服務，主要為4 大城堡线的武吉加里爾站及大城堡站，但距離住宅區有一段距離。而2023年启用的12 布城线的金龙园站设有接驳巴士川行大城堡商业和公寓区。另大城堡居民可透過南湖鎮站，轉乘1 芙蓉线、6 吉隆坡机场快线及7 吉隆坡机场支线。
| 車站編號 | 車站名称     | 原文名 | 车站服务   |
| -------- | ------------ | ------ | ---------- |
| SP17     | 武吉加里爾站 |        | 4 大城堡线 |
| SP18     | 大城堡站     |        | 4 大城堡线 |
| PY28     | 金龙园站     |        | 12 布城线  |